# La terrazza a Sainte-Adresse
La terrazza a Sainte-Adresse (Jardin à Sainte-Adresse) è un dipinto del pittore francese Claude Monet, realizzato nel 1867 e conservato al Metropolitan Museum of Art di New York.

## Descrizione

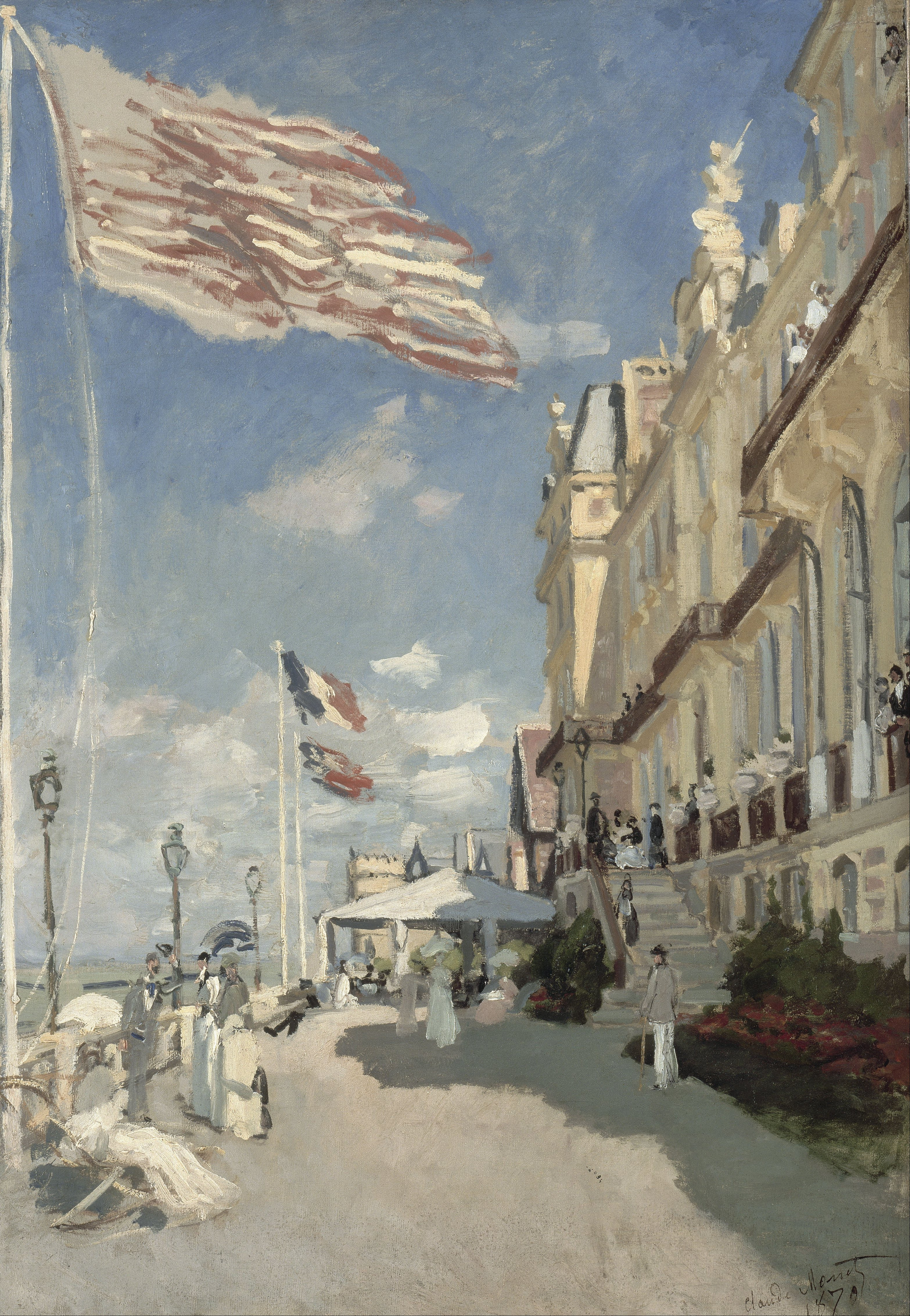
Claude Monet, L'Hôtel de Roches Noires à Trouville (1870); olio su tela, 81×58,5 cm, museo d'Orsay, Parigi

Con La terrazza a Sainte-Adresse Monet conferma il suo proposito di cogliere nei suoi dipinti l'atmosfera spensierata e frizzante che animava la Francia del Secondo Impero. È un dolce pomeriggio primaverile, e il sole - ormai basso sull'orizzonte - proietta sull'elegante pavimentazione grigia della terrazza calde e lunghissime ombre. Le due bandiere sono schiaffeggiate con forza dal vento e rimarcano il prestigio turistico di Sainte-Adresse, cittadina visitata da una clientela francese e inglese particolarmente benestante che lì poteva godere della nuova moda dei bagni a mare: oltre il parapetto, poi, si dispiega in tutta la sua potenza azzurra il canale della Manica, solcato sull'orizzonte da alcune imbarcazioni che si offrono così agli occhi dei villeggianti.
Ma chi sono i villeggianti? Immersi in una natura rigogliosa, ricolma di gladioli gialli e scarlatti (sembrano quasi voler riproporre i colori araldici della Normandia, regione dove Monet ha trascorso l'infanzia), troviamo ben quattro personaggi, elegantemente vestiti: vicino alla balaustra una donna e un uomo discorrono in maniera intima ma rispettosa, osservati scrupolosamente da una coppia di anziani in primo piano, languidamente seduti sulle sedie predisposte per i frequentatori della terrazza. Magari questi due vegliardi conoscono la coppia più giovane e, anzi, hanno pure accompagnato la figlia (o il figlio) dal potenziale partner, come se con la loro presenza distaccata volessero legittimare sobriamente la validità di quest'unione. Potrebbe pure darsi, tuttavia, che le due coppie non si conoscono, e che il signore e la signora in primo piano, contemplando silenziosamente quest'incontro galante inaspettato, stiano semplicemente pensando agli amori dei bei tempi andati. Certa, invece, è l'identità dei modelli che hanno posato per questa scena: sullo sfondo vi sono Adolphe Monet e Jeanne Marguérite Lecadre, rispettivamente padre e zia dell'artista, mentre in primo piano troviamo Adolphe Lecadre e sua figlia.
Quest'opera, oltre che per i contenuti, è particolarmente interessante anche per la tecnica, che riesce perfettamente a rendere l'impressione di un'assolata giornata di primavera producendo nell'immagine effetti di grande luminosità e brillantezza cromatica. Per ottenere questo fulgore ovattato Monet ricorre a una tavolozza composta esclusivamente da colori puri e dispone le varie regioni cromatiche in modo tale che queste, interagendo tra di loro, possano esaltarsi o deprimersi vicendevolmente secondo le sue necessità. È soprattutto accostando colori scuri con colori nitidi che Monet elimina completamente le variazioni tonali e i passaggi terrosi e opachi, salvaguardando così la luminosità del dipinto. Interessante, in tal senso, anche il diverso trattamento che Monet riserva alle pennellate della tela: quelle che tratteggiano il parasole della signora in primo piano, ad esempio, sono uniformi e regolari. Quest'unità, tuttavia, viene perduta nelle pennellate che delineano la veste della stessa signora, che infatti appaiono più segmentate, disunite, per via di un processo di frantumazione della materia pittorica che viene ripreso e intensificato nell'abito della ragazza sullo sfondo, nel mare - dove le leggere increspature delle onde sono date per rapidi tocchi virgolati - e infine nei fiori, per i quali Monet arriva a depositare il colore sulla tela con la punta del pennello sotto forma di puntini di piccolissime dimensioni. Pur nella differenziazione del trattamento cromatico, tuttavia, l'opera riesce a preservare un senso di stabilità e armonia grazie a una sapiente composizione geometrica che trova la sua espressione più alta nell'intreccio di linee orizzontali (la balaustra) e verticali (l'asta delle bandiere).